# Triết học Hy Lạp cổ đại
Triết học Hy Lạp cổ đại là nền triết học được hình thành vào khoảng thế kỷ VI trước công nguyên đến thế kỷ VI tại Hy Lạp. Triết học Hy Lạp cổ đại được xem là thành tựu rực rỡ của văn minh phương tây, tạo nên cơ sở xuất phát của triết học châu Âu sau này. Alfred Whitehead nhận xét rằng "triết học phương tây thực ra chỉ là một loạt các chú thích cho Plato". Các nhà triết học Hy Lạp cổ đại tập trung vào hai chủ đề chính. Thứ nhất là mối liên hệ giữa nguyên nhân và hệ quả, hay nói cách khác, tìm câu trả lời cho câu hỏi phải chăng các sự vật hiện tượng vận động theo một chuỗi nguyên nhân-hệ quả tất yếu khách quan hay chỉ là sự trùng hợp, tình cờ ngẫu nhiên. Thứ hai là bản chất và khởi thủy của thế giới tồn tại. Những đại diện tiêu biểu nhất của nền triết học này là Socrates, Plato, Aristotle và Epicurus.